# Los Corrales
Los Corrales é um município da Espanha na província de Sevilha, comunidade autónoma da Andaluzia, de área 66 km² com população de 4076 habitantes (2007) e densidade populacional de 60,94 hab/km².

## Demografia
| Variação demográfica do município entre 1991 e 2004 | Variação demográfica do município entre 1991 e 2004 | Variação demográfica do município entre 1991 e 2004 | Variação demográfica do município entre 1991 e 2004 |
| --------------------------------------------------- | --------------------------------------------------- | --------------------------------------------------- | --------------------------------------------------- |
| 1991                                                | 1996                                                | 2001                                                | 2004                                                |
| 3980                                                | 4150                                                | 4124                                                | 4084                                                |